# (5540) Smirnova
(5540) Smirnova (1971 QR1) – planetoida z pasa głównego asteroid okrążająca Słońce w ciągu 4 lat i 68 dni w średniej odległości 2,6 j.a. Została odkryta 30 sierpnia 1971 roku.